# Пушкарне (Бєлгородський район)
Пушкарне (рос. Пушкарное) — село у Бєлгородському районі Бєлгородської області Російської Федерації.
Населення становить 3332  особи. Входить до складу муніципального утворення Пушкарське сільське поселення.

## Історія
Дата першої згадки - 1714 рік
Населений пункт розташований у східній частині української суцільної етнічної території — східній Слобожанщині.
Згідно із законом від 20 грудня 2004 року № 159 від 1 січня 2006 року належить до муніципального утворення Пушкарське сільське поселення.

## Населення
| 2002 | 2010  |
| ---- | ----- |
| 2710 | ↗3332 |